# El Porvenir Número Dos
El Porvenir Número Dos är en ort i Mexiko.   Den ligger i kommunen San Gabriel Chilac och delstaten Puebla, i den sydöstra delen av landet, 220 km öster om huvudstaden Mexico City. El Porvenir Número Dos ligger 73 meter över havet och antalet invånare är 547.
Terrängen runt El Porvenir Número Dos är platt österut, men västerut är den kuperad. Runt El Porvenir Número Dos är det ganska tätbefolkat, med 83 invånare per kvadratkilometer. Närmaste större samhälle är Martínez de la Torre, 16,6 km sydost om El Porvenir Número Dos. Trakten runt El Porvenir Número Dos består till största delen av jordbruksmark.